# Gmina Videm
Videm – gmina w Słowenii. W 2002 roku liczyła 5283 mieszkańców.

## Miejscowości
Miejscowości wchodzące w skład gminy Videm:

- Barislovci
- Belavšek
- Berinjak
- Dolena
- Dravci
- Dravinjski Vrh
- Gradišče
- Jurovci
- Lancova vas
- Ljubstava
- Majski Vrh
- Mala Varnica
- Pobrežje
- Popovci
- Repišče
- Sela
- Skorišnjak
- Soviče
- Spodnji Leskovec
- Strmec pri Leskovcu
- Šturmovci
- Trdobojci
- Trnovec
- Tržec
- Vareja
- Velika Varnica
- Veliki Okič
- Videm pri Ptuju – siedziba gminy
- Zgornja Pristava
- Zgornji Leskovec